# 伊斯玛仪派
伊斯玛仪派（阿拉伯语 الإسماعيليون（al-Ismā‘īliyyūn），波斯语 اسماعیلیان（Esmâ‘īliyân）），亦称“七伊玛目派”、“亦思馬因派”，是伊斯兰教什叶派中最有影响的支派之一。目前信徒超过1500万人。

## 歷史
伊斯玛仪派与十二伊玛目派对前六任伊玛目的意见是一致的，分歧点在于第七任伊玛目的人选问题。伊斯玛仪派认为，第六任伊玛目萨迪克立次子穆萨·卡孜姆为伊玛目继承人是不合法的，其长子伊斯瑪儀·本·賈法爾应为合法继承人，由此而引起内部分歧。伊斯玛仪虽然早亡，但他的追随者拒不承认第七任伊玛目穆萨·卡孜姆的地位。萨迪克去世后，伊斯玛仪的拥护者形成了伊斯玛仪派。中国的塔吉克族穆斯林属于伊斯玛仪派。
该派认为“七”这个数字是神圣的，人类历史分为七个循环周期，每一循环周期开始都有一位先知出现。前六位是阿丹、努海、易卜拉欣、穆萨、尔萨和穆罕默德，安拉的启示通过他们传给人们。而伊斯玛仪是第七位伊玛目，他虽然隐遁了，但即将重现而成为第七位先知，开创第七个历史时代。
10世纪初，该派传道师纳萨菲创立了一种源自新柏拉图主义的宇宙流出说。安拉被描绘成超乎人的理解、超乎任何形容词或名称，超乎存在与不存在的一种概念。通过安拉的神旨创造了理性。由于理性与神旨一起存在，因此理性便是第一原始存在。从理性流出灵魂，由灵魂产生七个天体，各有星宿，各自运转。通过天体运转，各个因素或性质如干、湿、冷、热混合一起而形成合成物土、水、空气。这些合成物混合一起后，就产生有生长灵魂的植物；从植物产生有感觉灵魂的动物；从动物又产生有理性灵魂的人。这种宇宙论将精神世界的原则与宗教用语统一起来，特别强调精神、星辰与物质世界的类同，强调作为小宇宙的人与作为大宇宙的物质世界的类同。

### 尼扎里派
伊斯玛仪派的支派尼扎里派（Nizari），曾被稱為阿薩辛派，創始人為突厥籍的波斯人哈桑·伊本·薩巴赫，由於奉法蒂瑪王朝第八任哈里發穆斯坦綏爾長子尼扎里為繼承人而得名，由於勢力較小，其教派热衷于培养刺客刺杀敌对方，英语中“刺客”（assassin）一詞即源自阿薩辛派。傳說他們會讓青年刺客享受美酒佳肴，醉後與美女终日琴瑟歌舞，如同仙境一般，“縱其欲數日，復置故處”，“既醒，問其所見，教之能刺客，死則享福如此。”。该派别曾因企图组织刺客刺杀蒙古大將蒙哥，而同蒙古人结下了深仇大恨。

## 現狀
从法蒂玛王朝开始，伊斯玛仪派不断分裂，产生了许多支派。其中最大的支派是尼扎里派（Nizari），现在其信徒分散在西亚北非各国，流传甚广，其精神领袖阿迦汗为伊斯玛仪派各支派所敬仰。
其他流传至今的支派有印度和也门的波哈拉派（Bohra），叙利亚、黎巴嫩的努赛里耶派（又称阿拉维派）、土耳其的阿列维派被認為也是從其衍生而來，另外伊朗和伊拉克的雅赛尼（又稱「艾赫勒·哈格」，Ahl-e Haqq/Yarsan）、黎巴嫩和以色列的德鲁兹等非伊斯蘭宗教也受其影响。